# Torsten Cedrenius
Torsten Cedrenius, född den 23 november 1902 i Ockelbo församling, Gävleborgs län, död den 10 mars 1971 i Stockholm, var en svensk militär.
Cedrenius blev fänrik vid Norrlands artilleriregemente 1924 och löjtnant där 1929. Han blev kapten i intendenturbefattning inom flygvapnet 1939, major där 1944 och överstelöjtnant där 1953 Cedrenius befordrades till överste inom flygförvaltningen 1958 och blev chef för intendenturbyrån där samma år. Han blev riddare av Svärdsorden 1945.